# Volition (Band)
Volition ist eine 2005 gegründete Sludge- und Funeral-Doom-Band.

## Geschichte
Mark Burns, James Doyle, Mark Burnett, Jason Murray und Dave Hodge gründeten Volition 2005 in Barrow-in-Furness. In dieser ersten Besetzung agierte Hodge, der die Gruppe 2012 verließ als Sänger und Murray, der Volition nach 2015 verließ, als Gitarrist. Burns spielte Bass und brachte sich als ergänzender Sänger ein Doyle spielt von Beginn der Gruppe an Schlagzeug für Volition, ebenso wie Burnett sich als Gitarrist fortwährend einbrachte. Jahre nach der Gründung stieß der Musiker Paul Gibson als Gitarrist und Sänger zur Gruppe. Die Trennung von Murray im Jahr 2015 `bedingte kurzfristige Auflösungserscheinungen, welche von den verbleibenden Musikern nach ersten Proben und der Idee gemeinsam ein neues Projekt zu initiieren verworfen wurden, da dies neue Projekt sich kaum vom bisherigen Schaffens der Band unterschied. Entsprechend behielten die Musiker den Namen bei und negierten die Auflösung.

## Werk und Wirkung
Die Band begann ihre Laufbahn nach ersten Proben mit regionalen Auftritten und einem Live aufgenommenen Demo aus dem Jahr ihrer Gründung. Zwei Jahre später erschien ein weiteres Demo über Totalrust Music. Aufgrund von Unstimmigkeiten mit dem Label erschien das Demo mit zwei unterschiedlichen Cover-Motiven. Die Kooperation behielt die Gruppe dennoch bei und veröffentlichte 2008 das selbstbetitelte Debütalbum über Totalrust Music. Es folgten Split-EPs, mit Unearthly Trance und Juhyo, bevor die Gruppe 2015 das zweite Studioalbum Wreck Among Ruin, erneut über Totalrust Music veröffentlichte. Drei Jahre nach diesem Album erschien die EP The Orphanage über Legions ov Darkness.

### Stil
Volition spielen einen Crossover aus Funeral Doom und Sludge, der mit Interpreten wie 13, Corrupted, Winter, Worship und Funeralium assoziiert wird.

„Gitarrenwände, die massiv, (be)drückend und niederschmetternd daherkommen, Drumming, das mal […] treibend ist, mal sanft und fragil, fast immer aber sehr langsam, und deftige Growls bilden das Grundgerüst von ‚Volition‘. Hinzu kommt ein drückender Bass und vereinzelt auftretende Screams, die auf der Wahnsinnsskala weit oben stehen und damit fast schon an SILENCER erinnern.“

### Rezeption
Veröffentlichungen der Band wurden unterschiedlich stark rezipiert. Insbesondere die Alben wurden international wahr-, dabei allerdings sehr unterschiedlich angenommen. Das Demo aus dem Jahr 2007 nannte Arnstein Petersen für Doom-Metal.com einen guten Versuch dem Werk der Sludge-Band 13 nahe zu kommen. Für Volition nahm die Aufmerksamkeit deutlich zu. Neben Doom-Metal.com befassten sich für Webzines wie Metalcrypt, Powermetal.de und Metal.de verfasste Besprechungen mit der Veröffentlichung.

„Desperation has never sounded so enjoyable.“

„Verzweiflung hat noch nie so angenehm geklungen.“

Die Beurteilungen variierten derweil von solchen lobenden Empfehlungen für „Fans von Combos wie CORRUPTED, COFFINS, WINTER oder auch NOOTHGRUSH“ und der Besprechung als Musik von einer Misanthropie mit katharsischer Qualität, hin zu durchschnittlichen Beurteilungen als „Mittelmaßalbum“. 
Das 2015 veröffentlichte zweite Studioalbum der Band Wreck Among Ruin wurde ähnlich divergent aufgenommen. Chaim Dishner rezensierte das Album für Doom-Metal.com und nannte es bei einer Benotung von zwei von zehn optionalen Punkten „ohne Mehrwert“ sowie ein „beliebiges Funeral-Sludge-Album“ in einer derart simplen Form, dass bereits „unzählige andere Bands auf der ganzen Welt“ die Spielweise „zu Tode geritten“ hätten. Quentin Kalis schrieb bei einer durchschnittlichen Bewertung für Chronicles of Chaos, dass die Veröffentlichung zur EP gekürzt möglicherweise besser funktioniert hätte, und das Album als solches „nicht bequem in einer Sitzung verdaut werden“ könne. Für die Webzines The Sleeping Shaman und The Sludgelord wurde das Album hingegen hoch gelobt und als Qualitativ auf einer Ebene mit Corrupted sowie als „eines der besten Funeral-Death-Doom-Alben des Jahres“ beurteilt.